# Pyramide
 For alternative betydninger, se Pyramide (flertydig). (Se også artikler, som begynder med Pyramide)
En n-sidet pyramide er et polyeder konstrueret ved at forbinde en n-sidet polygonal base og et punkt, kaldet toppunktet, med n triangulære flader (n≥3). Med andre ord, den er en konisk massiv 3D-figur med en polygonal base. Det er ikke et krav, at basen er kvadratisk, for at der er tale om en pyramide.
En pyramide hvor toppen er skåret fra kaldes en pyramidestub.

## Rumfang
En pyramides (samt en kegles) rumfang er
{\displaystyle V={\tfrac {1}{3}}bh}
hvor b er arealet af basen og h er højden fra basen til spids. Dette er tilfældet for enhver base-polygon, samt uanset hvor pyramidespidsen befinder sig over basen, forudsat at h er målt vinkelret fra samme plan som basen.

## Tyngdepunkt
Tyngdepunktet for en massiv pyramide er
{\displaystyle e={\frac {h}{4}}}
hvor e er højden fra grundplanet.